# ファニー・ホワイト

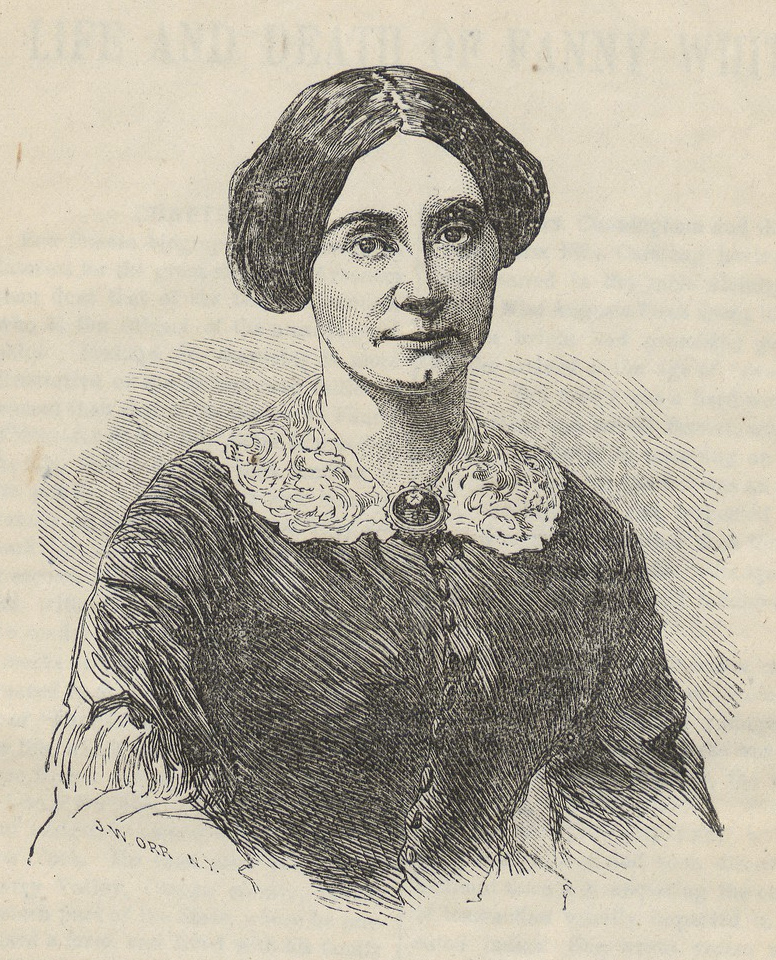
ファニー・ホワイトの彫版画

ジェーン・オーガスタ・ブランクマン（Jane Augusta Blankman、旧姓ファンク（Funk）、1823年3月22日 - 1860年10月12日）は、南北戦争前の時代に通称ファニー・ホワイト （Fanny White）の名で知られたアメリカ合衆国・ニューヨークの高級娼婦である。美貌と機知、商才を生かして多額の財を成し、30歳代半ばで中流階級の弁護士と結婚したが、1年後に急死した。毒殺説が噂され、世間の激しい抗議を受けて死因審問が行われた。

## 前半生
ジェーン・オーガスタ・ファンクは、1823年3月22日、農夫ジェーコブ・ファンク（Jacob）とジェーン・B・ファンクの長女として、ニューヨーク州オチゴ郡のチェリー・ヴァレーに生まれた。母はジェーンが8歳だった1831年に、父は1847年に死亡した。彼女は通常の教育を受け、特に小説が好きな少女であった。
16歳または17歳でジェーンは誘惑者（seducer）の犠牲になった。「誘惑者」とは、純真な若い女性に結婚をほのめかすなどして誘惑し、結局は捨てる男性のことを指す。ヴィクトリア朝時代の中流階級が持つ道徳観では、このように弄ばれて捨てられた女性たちは「堕落した者」と見なされ、一生の汚名を着せられた。売春婦になった理由をニューヨークで尋ねた1800年代前半の調査によれば、「誘惑され捨てられたから」が3番目に多く、倫理改革者らによって社会問題視されていた。
1842年秋、ジェーンは兄のジョン・H・ファンクを頼ってニューヨークに赴いた。ジョンは6年前にニューヨークへ移り、建築業を営んでいた。しかし、誘惑者に捨てられた妹に、兄は救いの手を差し伸べなかった。ジェーンは、自活するためにホテルの小間使いとして働いた。1843年、ジェーンは「チャーチ・ストリート120番地の売春宿」に加わり、ファニー・ホワイトの源氏名を使い始めた。

## 経歴
南北戦争前のニューヨークでは、女性が売春宿の大半を所有し、経営していた。平均的な娼婦は21歳未満でこの稼業を始め、4年間続けた。大部分はパートタイムで、30歳を過ぎて続ける者は少なかった。また、多くは結核や梅毒にかかったという。
ファニーには、逆境を克服する商才と幸運があった。チャーチ・ストリート120番地で働き始めた数か月後、ファニーは、ナショナル・シアター近くの、ウェスト・ブロードウェイに面したジュリア・ブラウンの売春宿に移った。24歳になった1847年には、ファニーはかつて自分が働いたチャーチ・ストリート120番地の売春宿を経営するまでになっていた。同じころ、彼女はタマニー・ホールの一味である弁護士のダニエル・シックルズに出会った。19世紀の娼婦は一般に、愛人のような間柄の「男」や「恋人」がおり、シックルズはファニーの「男」と見なされた。普通、娼婦の愛人は女の献身に対する代価を払わなかったが、シックルズはファニーに宝石類や金銭を惜しみなく贈った。
1851年、ファニーはマーサー・ストリート（Mercer Street）119番地の建物を購入し、豪奢なしつらえを整えた高級売春宿を開業した。ファニーの売春宿は、商人や議員のほかにニューヨークを訪問中の外交員を客層とし、警察や司法当局に妨げられることなく営業した。
だが、ダニエル・シックルズとの大っぴらな関係は、かなりの注目を集めた。1847年にニューヨーク州議会議員となったシックルズはある日、宿泊していたオールバニーのホテルで朝食のテーブルを囲む他の議員らにファニーを紹介し、皆をうろたえさせた。また、ファニーを連れて州議会を案内してまわり、ホイッグ党の非難を浴びた。ある晩、男装したファニーとシックルズの2人で町を出歩き、警察の取り締まりを受けて留置所で一夜を過ごした（当時、州法で男装・女装は禁じられていた）。シックルズは、ファニーがマーサー・ストリートの売春宿を譲渡抵当に入れる際、友人のアントニオ・バジョリ（Antonio Bagioli）の名前を騙ってその手配をしたと見られる。シックルズには、政治家としてのキャリアが終わるまで、ファニーの稼ぎが選挙活動費に充てられているという噂がついて回った。
1852年9月、シックルズがアントニオ・バジョリの娘で16歳のテレザ（Teresa）と突如結婚した。ファニーはこれに腹を立て、シックルズの後をホテルまでつけて行き、彼を鞭打ったと噂された。しかし、1853年8月にシックルズが駐英大使ジェームズ・ブキャナンの書記官としてイングランドを訪れたときは、ファニーが夫人の代わりに同行した。ここにおいては、シックルズが彼女の旅券を手配したという。ファニーの留守中は、売春宿の女将仲間であるケート・ヘースティングス（Kate Hastings）が、マーサー119番地の売春宿に移って経営を代行した。
イングランドでは、シックルズが劇場やオペラ、外交行事にでかける際、ファニーが公然と同行した。ホワイトは、バッキンガム宮殿の歓迎会でもシックルズに同伴し、ヴィクトリア女王に謁見した。このとき、シックルズはファニーを「ニューヨークのミス・ベネット」(Bennett）と紹介した。シックルズは王室嫌いであった。そこで、ニューヨーク・ヘラルド紙の編集者で仇敵でもあるジェームズ・ゴードン・ベネット・シニア（James Gordon Bennett, Sr.）に対する侮辱を兼ねて、「ベネット」の名でホワイトを女王に紹介したのである。英国側はこの行為に気づかなかったが、ニューヨーク・ヘラルドのベネットは、これを聞いて激怒し、以後の紙面でシックルズを激しく攻撃し続けた。ただし、ヨーロッパへ発つ前に、ファニーは合法的に改名を行っていた、あるいは以前から「ジュリア・ベネット」の変名を使っていたという見方もある。1853年以降、ファニーが署名した銀行為替手形や業務契約書は、名前が「J・オーガスタ・ベネット（J. Augusta Bennett）」となっていた。
シックルズの妻テレザが1854年春にロンドンに着いたとき、ファニーはすでに去っていた。ホワイトはヨーロッパ大陸に渡り、パリ、バーデン＝バーデン、ウィーンなど、貴族が集う行楽地を旅して回った。パリでは、ワインに酔ってオペラ座内で大騒ぎを演じ、憲兵に捕らえられた。法廷にかけられたホワイトは、罰金を払ったうえに素行を改めるよう約束させられ、釈放された。その後ホワイトはアメリカに帰国し、マーサー・ストリート119番地の経営に戻るとともに、セント・ニコラス・ホテル（St. Nicholas Hotel）の裏に2つ目の売春宿を開業し、社交界の裕福な人々との交友を再開した。
1856年、ファニーはマーサー・ストリート119番地の経営をクララ・ゴードンに譲渡し、娼婦2人を連れて12番街108番地に所有する家屋に移った。

## 改心
1857年ころ、ファニー・ホワイトは、7歳年下で刑事被告人専門の弁護士エドモン・ブランクマン（Edmon Blankman）に出会った。ふたりは1859年に結婚し、ファニー・ホワイトはジェーン・オーガスタ・ブランクマンになった。結婚当時、彼女は男たちから贈られた市内の家屋数軒と、ある男友達から譲り受けた不動産区画を所有しており、5,000ドルの年金を受け取っていた。
ジェーンは、ファンク一家に対して気前よく資金を提供した。1856年、彼女は兄のジョンが所有する家屋を借り受ける終身契約を結んで2,500ドル払い、その家にジョンの姉妹で未亡人のイライザ・ウィリアムズ（Mrs. Eliza Williams）を住まわせた。また、ファンク家がブルックリンのグリーンウッド墓地に区画を購入するのに必要な資金の半分を出した。弟のハイラム・ファンク（Hiram Funk）には、彼がレザレート火災保険会社（Resolute Fire Insurance Company）の鑑定人の地位を就けるよう、同社の株を買って与えた。さらに、姪リリアン・ベネット（Lillian Bennett）の養育を支援し、教育費を負担した。ジェーンは、自分と夫のブランクマンが夫妻で住む高級不動産を西34番街49番地に所有していた。エドモン・ブランクマンがこの不動産の正式な譲渡を求めたとき、彼女は拒んだ。ある友人がジェーンに理由を訊ねると、「わたしはそんな愚か者ではない」、「エドモンが姪と関係を持とうとしているのではないかという疑念を持ち始めたときから、彼に対する信頼はすべて失った」と答えた。

## 死を巡る論争
1860年10月12日、ジェーンは自宅で急死した。享年は37歳で、子はいなかった。彼女の財産を手に入れるために夫が毒を盛ったのではないかという噂がたちまち広がった。ジェーンの兄弟がフィネル（Finnell）医師とサンズ（Sands）医師に依頼した検視解剖の結果では、卒中が死因とされた。
氷詰めにされた彼女の遺体は、埋葬のためグリーンウッド墓地に運ばれた。しかし、毒を盛られたという噂が止まなかったため、10月16日に市検視官シャーマー（Schirmer）と地区検事ウォーターベリー（Waterbury）がベルヴュー・ホスピタル・センター（Bellevue Hospital Center）での再検査を命じた。3日間にわたる死因審問は大いに衆目を集め、ニューヨーク・タイムズ紙上で報道された。
審問では、10月12日にジェーンの死亡宣告を行った医師が、彼女は「すこぶる健康体」であったが、おそらく卒中で亡くなったと述べた。再検査を実施した医師らは、結核や梅毒の徴候を認めたほか、心血管疾患による症状や広範囲の脳内出血を確認したが、服毒の徴候は見出せなかった。
1860年10月20日、検視官によって、死因は卒中という医師らの意見が確認された。ジェーンの兄弟たちは彼女をファンク家の区画に埋葬することを望んだが、1861年3月25日、ブルックリンのグリーン＝ウッド墓地にあるブランクマン家の区画に埋葬された。
ジェーンが死亡したときの保有財産については、当時の額で50,000ドルから100,000ドルまで、さまざまな憶測があった。夫エドモンが提示した遺言書では、ジェーンのほぼ全財産が夫に相続されることになっていた。彼女の兄弟たちは、遺書がジェーンの死後に偽造されたものだと主張し、異議を唱えた。1861年6月26日、法廷で激しい戦いが数か月にわたって繰り広げられた後、、遺言書検認判事のウィリアム・H・フリーランド（William H. Freeland）はエドモンの勝訴とした。ジェーンの兄弟たちは上訴したが、9月後半にニューヨーク州最高裁判所が遺言検認裁判所の決定を支持する判断を下した。1861年10月、エドモン・ブランクマンはジェーンの財産の換金を始めたという。